# Bakkebaard

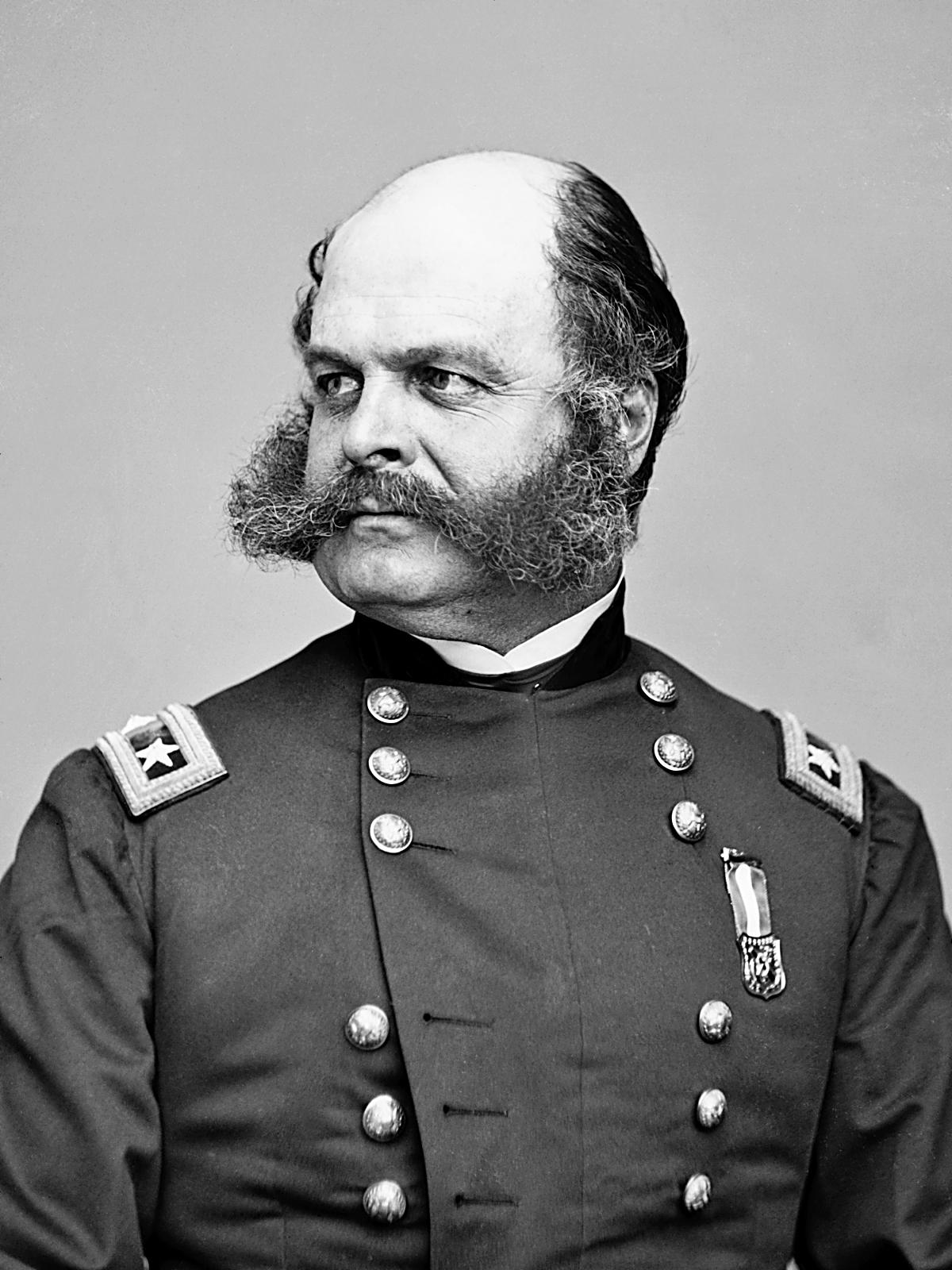
Ambrose Burnside. Het Engelse woord voor bakkebaard (sideburn) is afgeleid van zijn naam

De bakkebaard is het gedeelte van het baardhaar dat voor de oren groeit, vanaf de kaaklijn tot aan de haargrens boven de oren. Bij sommige mannen (vooral mannen die van nature zwart haar hebben), groeien ze ook door tot aan de bovenkant van de hals en soms bij de nek.
De bakkebaard wordt ook wel gekscherend een tochtlatje genoemd.

## Geschiedenis
In de 19e eeuw was naast een volle baard of alleen een snor ook de bakkebaard, al of niet vergezeld van snor, erg populair en op veel foto's en schilderijen uit die periode dragen mannen een imposante bakkebaard. Tegen 1900 verminderde de populariteit van de bakkebaard en na de Eerste Wereldoorlog droegen de meeste mannen alleen nog maar een snor of schoren hun gezichtshaar helemaal af.
De bakkebaard was weer erg populair vanaf de jaren 50 tot aan de jaren 80 van de twintigste eeuw. Dit had te maken met de toenmalige popmuziek en de popcultuur. Een bekend persoon uit de popmuziek, Elvis Presley, is hiervan een goed voorbeeld. Zijn ongekende populariteit zorgde ervoor dat mensen op hem wilden lijken en zich begonnen te kleden zoals hij dat ook deed. Zo kwam de bakkebaard weer terug in het dagelijkse straatbeeld.

## Diersoorten met bakkebaarden
Sommige mannetjes bij zoogdieren hebben ook haargroei die op bakkebaarden lijken, zoals de wanderoe, het baardzwijn, de roodkraagmaki, de Sanfords maki, de kroonmaki, de grijskopmaki, de moerasmeerkat, de bruine kapucijnaap en de Canadese lynx.